# Richard Douthwaite
Richard Douthwaite, född 6 augusti 1942 i Yorkshire, död 14 november 2011 i Cloona nära Westport, Mayo, Irland, var en brittisk ekologiskt inriktad ekonom, penningreformist och aktivist. Han var känd för böckerna The Growth Illusion: How Economic Growth Enriched the Few, Impoverished the Many and Endangered the Planet, Short Circuit och The Ecology of Money. 1994 kandiderade Douthwaite till EU-parlamentet för Green Party Ireland, dock utan att komma in. Han var medgrundare till den irländska tankesmedjan FEASTA, Foundation for the Economics of Sustainability.

### The Growth Illusion
Douthwaites första bok The Growth Illusion: How Economic Growth Enriched the Few, Impoverished the Many and Endangered the Planet publicerades 1992 och kom ut i en uppdaterad version 1999. I boken undersökte Douthwaite hur nuvarande ekonomiska system är beroende av ekonomisk tillväxt och vilka effekter som denna tillväxt har på miljön och samhället. 

### Short Circuit
I Short Circuit (1996) gav Douthwaite många exempel på olika valutor, banksystem, energisystem och system för matproduktion som lokalsamhällen kan använda sig av för att göra sig mindre beroende av den instabila globala världsekonomin.

### The Ecology of Money
I boken The Ecology of Money (1999) beskrev Douthwaite de olika principiella sätt som pengar kan skapas på. De kan skapas kommersiellt (som är det vanliga idag genom fractional-reserve banking). Men pengar kan också skapas av regeringen (som han kallar "regeringsskapade pengar") och av lokalsamhället (eller mer allmänt av den sektor som varken är stat eller näringsliv). Efter denna beskrivning skrev han i kapitel fyra om sitt förslag om en ny struktur för penningsystemet globalt. Han menade att minst fyra olika sorters penningsystem behövs. En världsvaluta (som han kallar ebcu), vilken får spela den roll som guldet spelade innan kollapsen för det guldmyntfoten. En nationell eller regional valuta, vilken relaterar till den internationella valutan "på ett eller annat sätt". En lokal valuta, eller snarare en flora av lokala valutor, vilka skapas av dem som använder pengarna när behov för betalningsmedel uppstår. Samt en valuta, eller ett koppel av valutor, för dem som vill att deras sparande behålla sitt värde samtidigt som de också vill att dessa pengar också skall vara förhållandevis likvida. 

### Böcker om energi och miljö
I Before the Wells Run Dry studerade Douthwaite övergången till förnyelsebar energi mot bakgrund av klimatförändringarna och peak oil. I To Catch the Wind beskrev han hur lokalsamhällen kan investera i vindenergi. 